# Augsburger Hof
L'Augsburger Hof est un groupe parlementaire, dit Fraktion en allemand, du parlement de Francfort. Il est créé en septembre 1848. Comme les autres fractions de l'assemblée nationale, son nom provient du lieu de rencontre de ses différents membres à Francfort-sur-le-Main. Il siège en fait dans le bar à vin Augsburger Hofes, ce qui veut dire « cour d'Augsbourg », à côté du Trierischer Hof dans la Töngesgasse.
Lors des foires ce bar est connu pour héberger les commerçants dans la ville.
LAusburger Hof se forme après la scission de l'aile droite de la fraction libérale de centre-gauche du Württemberger Hof. Elle est favorable à la solution petite-allemande et à la monarchie constitutionnelle voire parlementaire. Elle est contre le droit de véto absolu et pour un suffrage légèrement limité, censitaire.
Parmi ses membres on compte Biedermann, Emmerling (de), Gfrörer (de), Mittermaier, R. Mohl, Ostendorf (de), Riesser, Rümelin (de), Schlör (de), Wernher (de), Stenzel (de) et Zerzog (de).
Elle représente environ 7 % de l'assemblée, soit environ 40 députés.